# 평양군 (중국)
평양군(平陽郡)은 247년(정시 8년) 조위가 하동군의 북부 지역을 분리하여 신설한 군으로 현재 산시성 (산서성)의 지급시 가운데 하나인 린펀시의 전신이다.

## 조위
후한말부터 하동군의 북부인 평양 일대는 기존의 상위 행정 구역인 사례교위부보다 병주의 태원군과 가까워지는 모습을 보였다. 조조는 화북을 평정한 후 병주와 옛 삭방 지역에 산재했던 흉노인들을 직접 통제하기 위해 이들을 병주 분하 일대에 정착시키고 임의로 5부를 두었다. 이 5부 중 흉노 남부 3,000여 호가 본군의 포자현 지역에 설치되었고 이로 인해 군역에는 수많은 흉노인들이 거주하게 되었다.
| 현명   | 한자   | 대략적 위치        | 비고                                         |
| ------ | ------ | ------------------ | -------------------------------------------- |
| 평양현 | 平陽縣 | 린펀시 야오두구    | 군의 치소가 있던 곳으로 진나라때 설립되었다. |
| 양현   | 楊縣   | 린펀시 훙둥현남동  |                                              |
| 영안현 | 永安縣 | 린펀시 훠저우시    |                                              |
| 포자현 | 蒲子縣 | 린펀시 시현        | 흉노 남부가 설치되었다.                      |
| 양릉현 | 襄陵縣 | 린펀시 남동        |                                              |
| 강읍   | 絳邑   | 린펀시 허우마시 동 |                                              |
| 임분현 | 臨汾縣 | 린펀시 샹펀현 서남 |                                              |
| 북굴현 | 北屈縣 | 린펀시 지현 북     |                                              |
| 피씨현 | 皮氏縣 | 윈청시 허진시      |                                              |
| 호섭현 | 狐讘縣 | 린펀시 융허현남서  |                                              |

## 서진~후조
12현 42,000호를 거느렸다. 한나라를 세운 유연이 좌국성을 버리고 평양으로 수도를 옮기면서 한나라의 수도가 되었다. 유연 사후 한나라의 후임 황제가 된 유총이 낙양과 장안을 점령한 이후 서진 민제를 이곳으로 압송시켰다. 근준이 평양에서 난을 일으켜 평양 일대에 있던 유씨를 도륙하면서 황폐화되었고 전조의 수도는 유요가 자리잡았던 장안으로 바뀌었다. 석륵이 이 근준의 난에 개입하면서 후조의 관할로 넘어갔다.
| 현명     | 한자     | 대략적 위치          | 비고 |
| -------- | -------- | -------------------- | --- |
| 평양후국 | 平陽候國 | 린펀시 야오두구      | 옛 요임금의 도읍이 있던 곳이다. 좌국성을 이어 한나라의 수도가 되었다. |
| 양현     | 楊縣     | 린펀시 훙둥현남동    | 한때 후국이었다가 격하되었다. |
| 단씨현   | 端氏縣   | 진청시 친수이현 북동 | |
| 영안현   | 永安縣   | 린펀시 훠저우시      | 옛 곽백국(霍伯國)이 있던 곳으로 현동쪽에 곽산(霍山)이 있다. |
| 포자현   | 蒲子縣   | 린펀시 시현          | 305년(유연 원희 2년), 한나라가 하동을 점거하고 포판, 평양을 공격해 함락시키고 포자현으로 수도를 옮겼다. 이에 하동군과 평양군의 모든 속현이 항복했고 한나라의 지배권으로 편입되었다. 이후 대창군(大昌郡)으로 분리되었다. |
| 호섭현   | 狐讘縣   | 린펀시 융허현남서    | |
| 양릉현   | 襄陵縣   | 린펀시 남동          | 공국상(公國相)을 두었다. |
| 강읍     | 絳邑     | 린펀시 허우마시 동   | |
| 호택현   | 濩澤縣   | 진청 시 양청현 서    | 석성산(析城山)이 현 서남쪽에 있다. |
| 임분현   | 臨汾縣   | 린펀시 샹펀현 서남   | 공국상(公國相)을 두었다. |
| 북굴현   | 北屈縣   | 린펀시 지현 북       | 호구산(壺口山)이 현 동남쪽에 있다. 남굴(南屈)이 있는데 과거 북굴이라고 했다. |
| 피씨현   | 皮氏縣   | 윈청시 허진시        | 옛 경나라(耿)가 있던 곳이다. |